# Missões diplomáticas do Lesoto

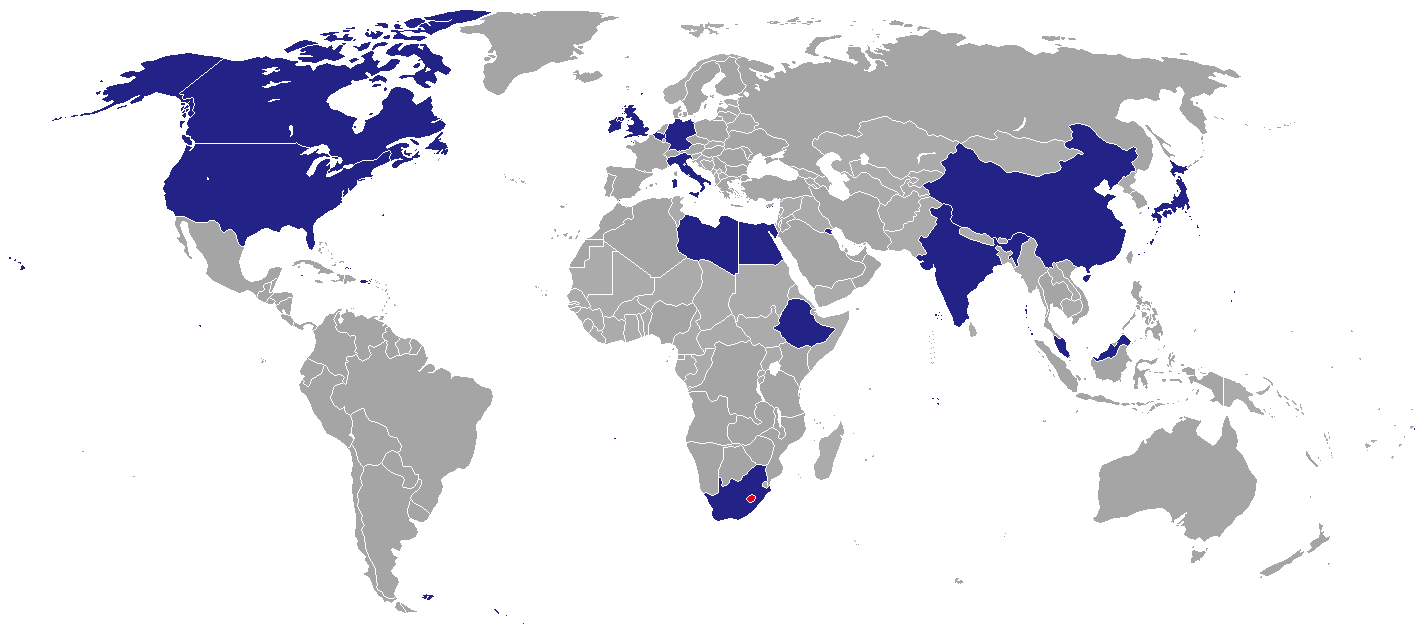
Missões diplomáticas do Lesoto.

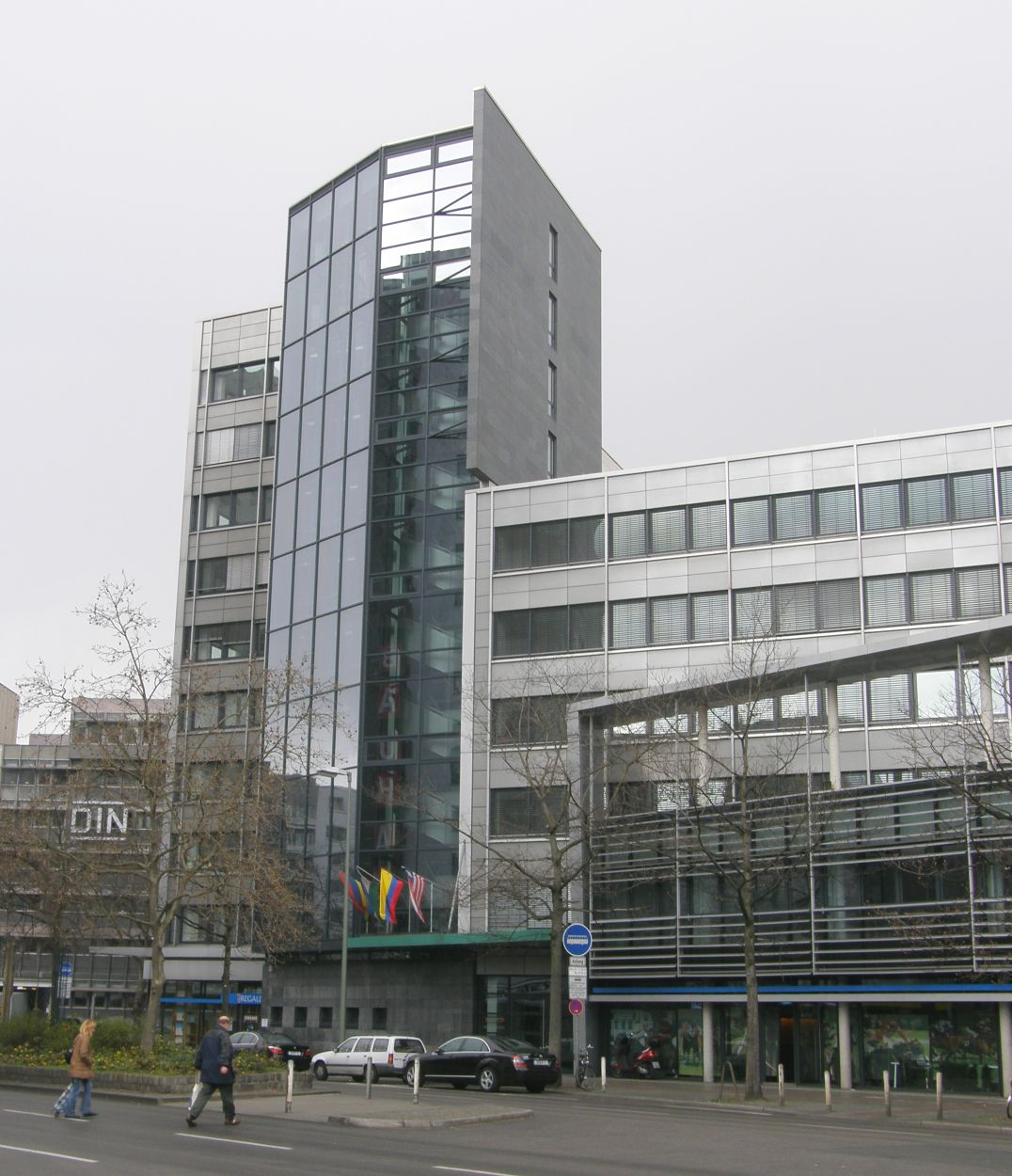
Embaixada de Lesoto em Berlim

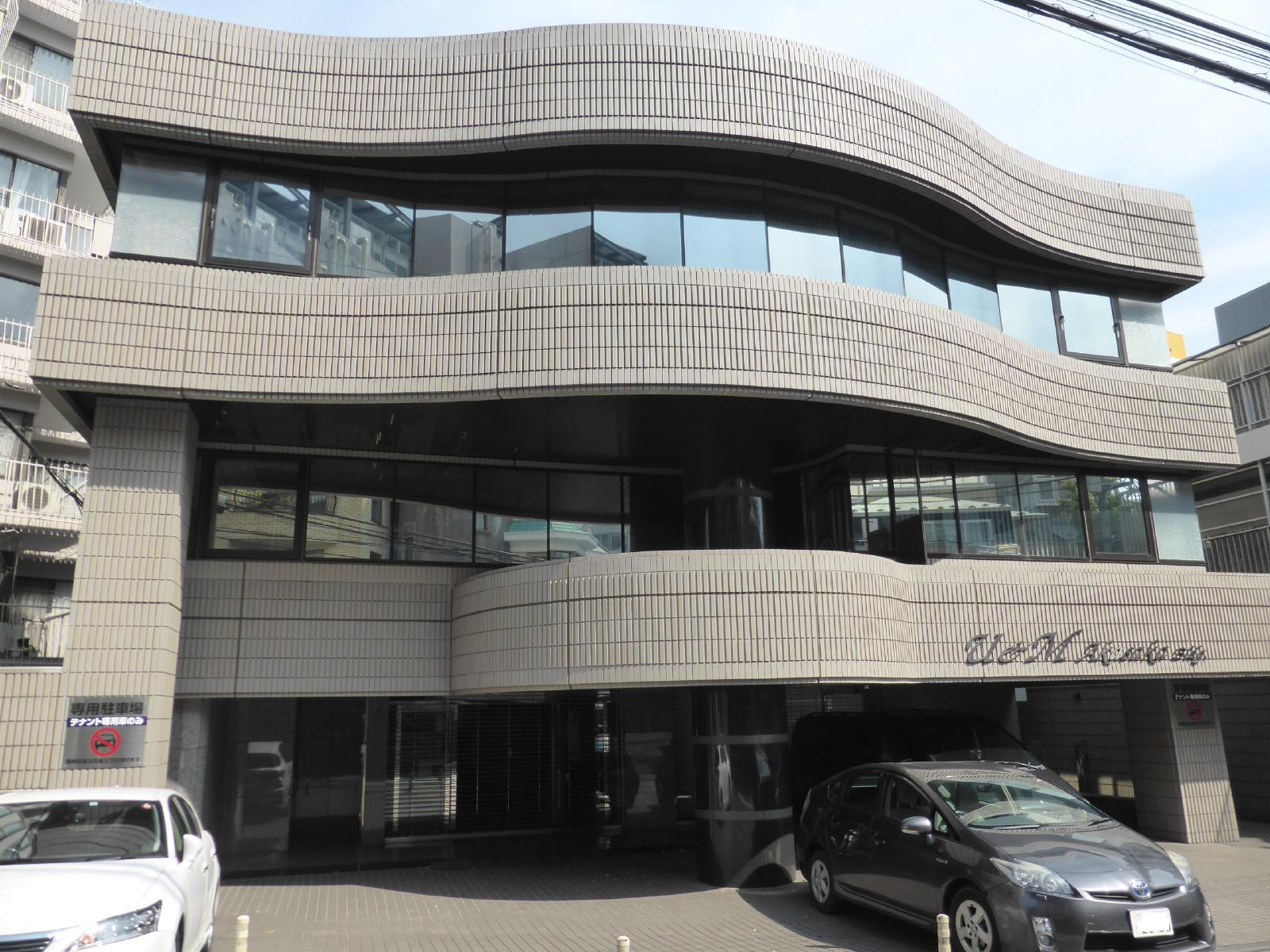
Embaixada de Lesoto em Tóquio

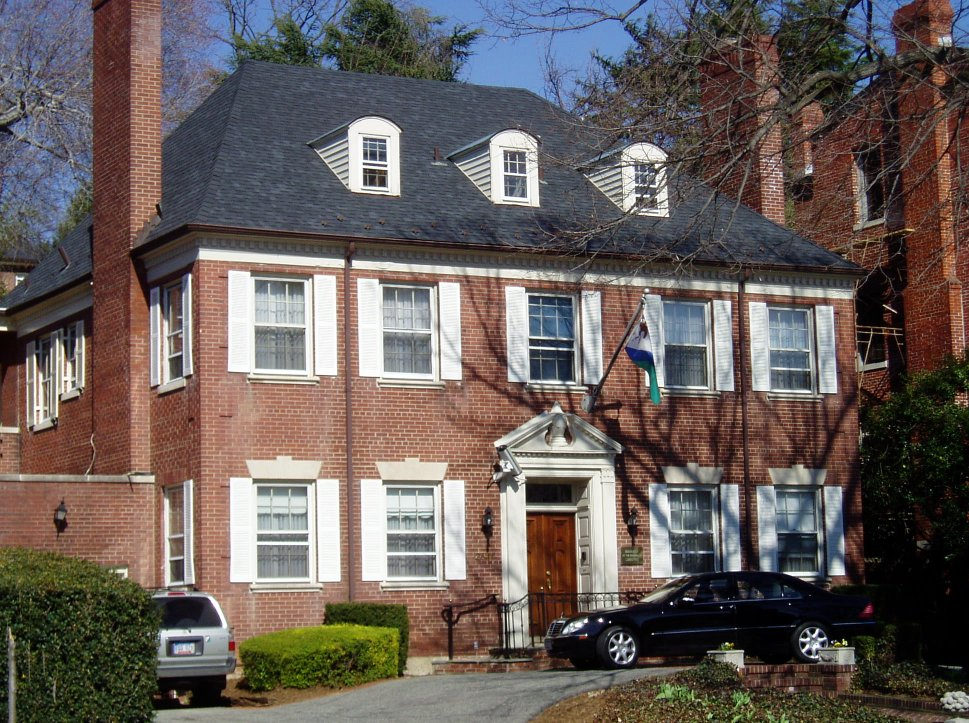
Embaixada do Lesoto em Washington, DC

Abaixo estão as embaixadas e consulados do Lesoto:

## Europa
- Alemanha
  - Berlim (Embaixada)
- Bélgica
  - Bruxelas (Embaixada)
- Irlanda
  - Dublin (Embaixada)
- Itália
  - Roma (Embaixada)
- Rússia
  - Moscou (Embaixada)
- Reino Unido
  - Londres (Alta comissão)

## América do Norte
- Canadá
  - Ottawa (Alta comissão)
- Estados Unidos
  - Washington DC (Embaixada)

## África
- África do Sul
  - Pretória (Alta comissão)
  - Cidade do Cabo (Consulado-Geral)
  - Durban (Consulado-Geral)
  - Klerksdorp (Consulado)
  - Welkom (Consulado)
- Egito
  - Cairo (Embaixada)
- Etiópia
  - Addis-Abeba (Embaixada)
- Líbia
  - Trípoli (Embaixada)

## Ásia
- China
  - Pequim (Embaixada)
- Japão
  - Tóquio (Embaixada)

## Organizações multilaterais
- Bruxelas (Missão ante a União Europeia)
- Nova Iorque (Missão permanente ante as Nações Unidas)